# Melanimon tibiale
Melanimon tibiale (лат.) — вид жуков-чернотелок. Длина тела взрослых насекомых (имаго) 3—4 мм. Тело чёрное, слабо блестящее. Спинная сторона в густой и грубой пунктировке. На голове имеются два неясных блестящих бугорка. На поверхности переднеспинки три — пять гладких участка. Обитают на песчаных почвах и на побережьях морей.